# Project MILKY HOLMES
Project MILKY HOLMES（プロジェクト ミルキィホームズ）は、かつて展開されていたブシロード、クロノギアクリエイティヴ企画・原作のメディアミックスプロジェクト。ミルキィホームズプロジェクトとも呼称される。2014年9月より、『SECOND STAGE』が開幕したとしており、正式にはProject MILKY HOLMES -SECOND STAGE-と表記される。

## 発足の背景
本プロジェクトにて製作総指揮と原案を務める木谷高明は、かつて証券マンとして山一證券に勤務していたが、ブロッコリーを創業し初代社長に就任した。ブロッコリーの社長として手がけた事業のひとつとして、ゲーム『ギャラクシーエンジェル』など多様な作品を展開したメディアミックスプロジェクト「Project G.A.」があった。その際、木谷は「G.A.は、私が大好きなゲーム『サクラ大戦』と映画『スター・ウォーズ』をくっつけたような作品を作りたいという想いからスタートしている」と語っていた。
その後、木谷はブロッコリーの社長を退任し、新たにブシロードを創業し社長に就任した。ブシロードとして初めてのオリジナルコンテンツを作成するにあたり、木谷はスタッフに対して「『ギャラクシーエンジェル』と『名探偵コナン』を足して2で割ったような作品にしたい」と指示し、かつてのProject G.A.に推理漫画の要素を加えた、新たなコンセプトに基づく新作の創出を指示した。その結果、生まれたのが「Project MILKY HOLMES」である。

## 沿革
2009年
- 2009年12月25日 - 『ミルキィホームズ 探偵学院放送室』配信開始。

2010年

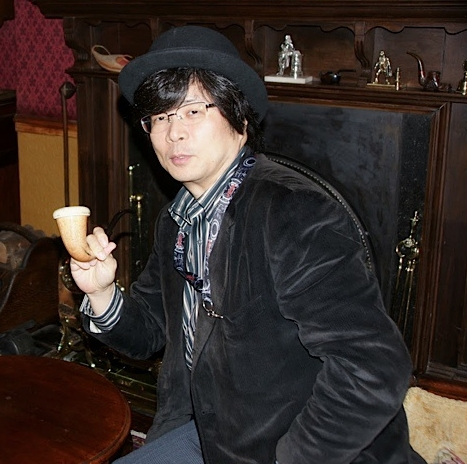
2010年、プロモーションのためシャーロック・ホームズ博物館を訪れた木谷高明

- 2010年6月23日 - 『雨上がりのミライ』発売。
- 2010年8月25日 - 秋葉原UDXにて「探偵オペラ ミルキィホームズ アニメ・ゲーム合同制作発表会」開催[3]。
- 2010年8月26日 - 『探偵オペラ ミルキィホームズ』1巻発売。
- 2010年9月28日 - 『ai sp@ce』に「ai sp@ce×ミルキィホームズ」実装。
- 2010年9月28日 - ai sp@ceにて「ミルキィホームズの助手はキミだ!」開催開始。
- 2010年9月28日 - 『ミルキィホームズ 探偵! ナイトスクール』配信開始。
- 2010年10月7日 - 『探偵オペラ ミルキィホームズ』放送開始。
- 2010年10月9日 - 『探偵オペラ ミルキィホームズ 明智小衣の取調室』放送開始。
- 2010年10月10日 - 『ミルキィホームズ 探偵学院放送室2』放送開始。
- 2010年10月27日 - 『正解はひとつ!じゃない!!』発売。
- 2010年11月4日 - 「ブシロード戦略発表会（冬）」開催。
- 2010年11月11日 - 『探偵オペラ ミルキィホームズ特番 G4特別捜査会議。』配信。
- 2010年11月24日 - 『本能のDOUBT』発売。
- 2010年12月3日 - アキバシアターにて「ゲーム発売直前! ミルキィホームズ発表会」開催[4]。
- 2010年12月9日 - 『探偵オペラ ミルキィホームズ特番 怪盗帝国会議!』配信。
- 2010年12月10日 - 『カオスオンライン』参戦。
- 2010年12月10日 - 『探偵オペラ ミルキィホームズ 〜overture〜』発売。
- 2010年12月12日 - 『クリック! 怪盗帝国』公開。
- 2010年12月16日 - 『探偵オペラ ミルキィホームズ』発売。
- 2010年12月16日 - キュアメイドカフェにて「ミルキィホームズカフェ」開催開始。
- 2010年12月22日 - 『〜ミルキィ show time♪』発売。

2011年
- 2011年1月17日 - 『探偵オペラ ミルキィホームズ スクールデイズ』配信開始。
- 2011年3月25日 - 『マジキュー4コマ 探偵オペラ ミルキィホームズ』1巻発売。
- 2011年4月6日 - 『Colourful Garden』発売。
- 2011年4月19日 - 『ミルキィホームズ 探偵学院放送室3』配信開始。
- 2011年4月25日 - 『探偵オペラ ミルキィホームズ コミックアンソロジー』1巻発売。

2012年
- 2012年1月5日 - 『探偵オペラ ミルキィホームズ 第2幕』放送開始。
- 2012年1月3日 - 『ミルキィホームズ 探偵学院放送室4』配信開始。
- 2012年7月6日 - 『ラジオミルキィホームズ〜姫ちゃん&ゆかいな仲間たち〜』配信開始。
- 2013年10月1日 - ブシロードグループ音楽事業の本格参入に伴い新会社・響ミュージック（現・ブシロードミュージック）設立、以降同社が音楽制作を担うこととなる。

2013年
- 2013年2月1日 - 『ミルキィホームズ 探偵学院放送室ターボ』配信開始。
- 2013年7月5日 - 『ラジオ ふたりはミルキィホームズ』配信開始。
- 2013年7月13日 - 『ふたりはミルキィホームズ』放送開始。

2014年
- 2014年1月3日 - 『あいみ あやさのミルキィホームズフェザーズタイム』配信開始。
- 2014年2月7日 - 『ミルキィホームズ・アワー』配信開始。
- 2014年9月18日 - 東京ゲームショウ2014のブシロードブースにて開催された「新規タイトル発表会＋ミルキィホームズ セカンドステージ 発表会」にて、Project MILKY HOLMES SECOND STAGEとしての展開予定を発表。
- 2014年10月4日 - 『みるみるミルキィ』放送開始。
- 2014年11月26日 - 『オーバードライブ!』発売。
- 2014年12月15日 - 本プロジェクトの作品と世界観を共有する『トイズドライブ』がAndroidアプリとしてリリース(iOS版は12/31)、メインテーマ曲は先に発売されたオーバードライブ!

2015年
- 2015年1月3日 - 『探偵歌劇ミルキィホームズTD』放送開始。
- 2015年2月18日 - 『ミルキィ A GO GO』『探求Dreaming』発売。

2016年
- 2016年1月20日 - 「ミルキィホームズ 2016 大! プロジェクト発表会」開催。統括プロデューサーが中村伸行から岡田太郎に交代[5]。
- 2016年2月27日 - 『劇場版 探偵オペラ ミルキィホームズ 〜逆襲のミルキィホームズ〜』上映開始。
- 2016年4月2日 - 「みるみるミルキィ（2期）」放送開始。
- 2016年7月14日 - LINE公式アカウント開設。
- 2016年12月31日 - 『探偵オペラ ミルキィホームズ ファンファンパーリーナイト♪〜ケンとジャネットの贈り物〜』放送。

2017年
- 2017年12月31日 - 『探偵オペラ ミルキィホームズ アルセーヌ 華麗なる欲望』放送。

2018年
- 2018年12月31日 - アニメ作品『探偵オペラ ミルキィホームズ サイコの挨拶』放送[6]。これにてアニメ作品は完結。

2019年
- 2019年1月28日 - 声優ユニットの「ミルキィホームズ」はラストライブ「ミルキィホームズファイナルライブQ.E.D.」[6]を日本武道館で開催し解散[7][8]。
なお、ユニットの解散のみ明言されているが、ブシロードの企業案内パンフレット[9]など複数の場所で、ミルキィホームズという作品そのもの（すなわちProject MILKY HOLMES）の終結が示唆されている。
- 2019年7月31日 - オフィシャルファンクラブ『ホームズ探偵学園』活動終了。

## 作品の共通項

### 内容
架空の怪盗や探偵が活躍する近未来の世界「偵都ヨコハマ」を舞台としている。この世界では「トイズ」と呼ばれる特殊能力を持つ人間が存在し、トイズの力を振るう「探偵」と「怪盗」が互いに争いあっている。物語は将来探偵になることを目指す4人の少女「シャロ」「ネロ」「エリー」「コーデリア」からなる探偵チーム「ミルキィホームズ」を中心に展開される。

### 設定
トイズ
一部の人々が持つ特殊な超能力である。念動力といったようなものから、力や感覚といった肉体の能力を強化するものまで多種多様である。研究はされているが、分かっていないことの方が遥かに多い謎の力。小説の表記から先天的な力であると考えられるが、戦いの衝撃などで失うこともある。トイズを持たない者には、探偵としてのライセンスが発行されず、逆にトイズを持っている者は、警察官になることができない。
アニメ版のミルキィホームズの4人はトイズを失っているが、この場合はライセンス剥奪は免れているものの、探偵としての捜査活動が許可されない状態だとされている。ゲーム版の主人公である小林オペラも、トイズを失ったことをきっかけに探偵を廃業し、ホームズ探偵学院の教官として後進の指導にあたっている。
探偵オペラ
タイトルに謳われる「探偵オペラ」の「オペラ」とは、歌劇の「オペラ」を指しているのではなく、「スペースオペラ」や「ソープオペラ」のように「活劇」や「ドラマ」といった意味で用いられている。また、ゲーム版の主人公「小林オペラ」の名にも因んでいる。アニメでは度々、歌劇の「オペラ」に引っ掛けて歌うように喋ることがある。
大探偵時代
作品世界においては、悪事のためにトイズを利用する「怪盗」と、正義のためにトイズを用いる「探偵」とが激しく対立している。この怪盗と探偵とが対峙する時代を指して、「大探偵時代」と呼称している。作品世界の時間が西暦何年にあたるのか具体的には明示されていないが、21世紀を舞台としていることが明らかにされている。
ホームズ探偵学院
ミルキィホームズの4人が通う学校。探偵は怪盗に比べて圧倒的に数が少ないため、次代の探偵を育成するためにゲーム開始時から数年前にできた国際教育機関であり、イギリスにある国際探偵機構（International Detective Organization、IDO）直轄の施設。新校舎と旧校舎の二つの校舎があり、ミルキィ探偵事務所や生徒会長室のある旧校舎は木造になっている。新校舎側は詳しく分からないが、ゲーム冒頭でシャロたちがいた空中回廊なる場所は新校舎側であると思われる。また敷地内には学生のための寮が存在し、充実した設備と一人部屋が多いことから、寮生活をする生徒は多いらしい。
アニメでは、敷地内にシャーロック・ホームズの銅像があり、敷地の裏にヨコハマ大樹海と呼ばれる場所が存在する。
特事捜査権限
探偵の持つ権限。一般的な事件に探偵が介入する余地はないが、怪盗が犯人である「怪盗事件」である場合、探偵はこの権限を行使し、事件に介入して捜査を行うことができる。トイズを持つ怪盗には同じくトイズを持つ探偵でなければ対抗できないためか、この権限にはかなりの力があり、たとえ警察でも逆らうことはできない。

## 各作品の関係
本プロジェクトでは多数の派生作品が創作されているが、それら各作品群の「原作」と位置づけられているのはゲーム版の『探偵オペラ ミルキィホームズ』である。しかし、漫画版やアニメ版、さらには小説版までもがゲーム版より先にリリースされ、原作と位置づけられているはずのゲーム版は最後にリリースされている。リリースされた順序について、木谷高明は「普通原作は最初に来るんですけど、今回はゲームが最後に来るっていう世にも稀な展開になってしまいました」とコメントしている。また、先陣を切ることになった漫画版の『探偵オペラ ミルキィホームズ』においては、作画を担当した水島空彦が「原作がゲームとの事で発売はまだまだ先なのですがコミックが先出し（アニメよりも先!）（笑）という事で非常にキンチョーです＞＜」とコメントしている。ゲーム版『探偵オペラ ミルキィホームズ』で原作協力を担当した小玉励は「『原作』であるゲームが、アニメ終了と同じくらいに発売になって、アニメと若干違う、シリアスなテイストなので、大丈夫かなぁ? と思っていた」と語っており、各作品の内容とリリースタイミングに対し不安な心境を吐露している。
なお、ゲーム版については、第一作が発売される前に続編の開発が決定し、さらにそれが発表されるという異例の事態となっている。
また、本プロジェクトと同様に木谷が製作総指揮と原案を担当し、ブシロードが原作を担当するテレビアニメ『カードファイト!! ヴァンガード』では、本プロジェクトの主要キャラクターが複数回にわたって登場している。

## 作品一覧

### ゲーム

#### ゲームソフト
探偵オペラ ミルキィホームズ
2010年12月16日発売のPSP専用ソフト。子安秀明シナリオ。アートディンク開発。
ホームズ探偵学院の教官「小林オペラ」が主人公である。彼が指導する探偵チーム「ミルキィホームズ」とのかかわりを描いた、恋愛やシリアスな内容が中心となっている。
探偵オペラ ミルキィホームズ 1.5
『探偵オペラ ミルキィホームズ』（以下『1』）の追加シナリオに当たる4つのエピソードをダウンロード専売PSPソフトとして発売。『1』がなくても『1.5』単体でプレイが可能。
探偵オペラ ミルキィホームズ 2
2012年8月23日発売のPSP専用ソフト。

#### ブラウザゲーム
クリック! 怪盗帝国
2010年12月12日、PC用のブラウザゲームとしてブシロードにより公開された。利用無料で課金制ではない。

#### ネイティブアプリ
以下は、全てブシロードのスマートフォンゲームブランド「ブシモ」のアプリとして配信。
ミルキィ大富豪
2012年9月25日、Android版・iOS版配信開始。初回ダウンロード料金・課金アイテムなどが存在しない、完全無料ゲーム。
ミルキィホームズ4人と猫のかまぼこのいずれかをプレイヤーキャラクターとして選択し、5人で大富豪をするゲーム（通信プレイなどには対応しておらず、対戦相手4人はCPU）。
ミルキィホームズ4人に若干数の音声が付いている。
大疾走! ミルキィホームズ ターボ
2012年12月7日、iOS版が公開され、2012年12月25日にAndroid版が公開された。
アイテム課金制。
ミルキィホームズ4人の音声が再生される。
2014年2月28日サービス終了。
トイズドライブ
2014年12月15日配信（Android版。iOS版は2015年12月30日）。アイテム課金制。
トイズや怪盗、警察など舞台設定を引き継ぐRPGで、ミルキィホームズのメンバーも登場する。
戦闘時にBGMとして流れ、効果が出る「音スキル」では、ミルキィホームズの楽曲が多く採用されている。
各登場人物にストーリー毎の音声（主要キャラクターのみ）、パターン音声（メインストーリーに登場するほぼ全キャラクター）が再生される。
テレビアニメ『探偵歌劇ミルキィホームズTD』とコラボレーションして、各話のオンエアに合わせて期間限定でTDのサイドストーリーも公開されていた。
2016年2月1日にver.2.0.1が公開される。ゲームシステム・ストーリーが大幅に見直されており、ver.1系時代からプレイしていた場合もストーリー進行がすべてリセットされ、ステータスなども新システムに合わせて調整されるなど、大掛かりな変更となっている。
ver.2のリリースから4か月、2016年5月31日サービス終了。
- コミカライズ『トイズドライブ COMICBOOK!』が、なつきゆうの作画で、ファミ通コミッククリアで連載された。ISBN 978-4047308640

#### 体感型ゲーム
主催や、方法は違うが、共に参加者による謎解きを主体としたリアル謎解きゲームである。
ふたりはミルキィホームズ リアル探偵ゲーム「探偵はBAYにいる〜みなとみらい大捜査線〜」
イベンティアにより「しろくろフェス 〜WS 5th anniversary〜」（場所：パシフィコ横浜・Dホール）の会場で2013年8月10日・11日に開催された。
ミルキィホームズ リアル謎解きゲーム「消えた『し』の謎」
謎解きタウンにより「しろくろフェス2016」（場所：パシフィコ横浜・Dホール）の会場で2016年8月13日・8月14日に開催された。

### テレビアニメ
J.C.STAFF（全作）、アニメーションスタジオ・アートランド（2011年の特番からAlternative ONE & TWOまで）、ノーマッド（ふたりはミルキィホームズ以降）制作。ゲーム版の主人公・小林オペラとエラリー姫百合はほとんど登場せず、ミルキィホームズの4人が主人公。ミルキィホームズが怪盗チーム「怪盗帝国」を相手に奮闘する様子を描いた、コメディやギャグを重視した内容となっている。
探偵オペラ ミルキィホームズ
2010年10月から12月まで放送され、2011年8月に特番が放送された。
探偵オペラ ミルキィホームズ 第2幕
2012年1月から3月まで放送され、放映開始前の2011年12月に特番が放送された。JRの車内に告知ポスターが貼られた。
探偵オペラ ミルキィホームズ Alternative ONE & TWO
2012年8月・12月に放送された特番。こちらはゲーム版の設定に準拠した内容。
ふたりはミルキィホームズ
2013年7月から9月まで放送された。
探偵歌劇 ミルキィホームズ TD
2015年1月から3月まで放送された。
探偵オペラ ミルキィホームズ ファンファンパーリーナイト♪〜ケンとジャネットの贈り物〜
2016年12月31日に放送された特番。この年から3年連続で大晦日特番。
探偵オペラ ミルキィホームズ アルセーヌ 華麗なる欲望
2017年12月31日に放送された特番。
探偵オペラ ミルキィホームズ サイコの挨拶
2018年12月31日に放送された特番で、アニメ最終作品。

### 劇場版アニメ
劇場版 探偵オペラ ミルキィホームズ 〜逆襲のミルキィホームズ〜
2016年2月27日からブシロードとポニーキャニオンの配給で公開された。
テレビアニメ第1期・第2幕に原点回帰した設定・キャラクターやスタッフの復帰によって製作されたが、ストーリーはAlternativeやふたりはミルキィホームズからも強い伏線が繋がっており、TDとの間接的な繋がりも見られた。
TD関連音楽・映像商品（CD・Blu-ray・DVD）の初回限定盤に付属していた“ミルマーク”を集め、「映画化応援キャンペーン」に応募した全てのファンの名前（本名・ハンドルネームなど任意）がスタッフロールにクレジットされた。

### 漫画

#### コミカライズ
探偵オペラ ミルキィホームズ
水島空彦作、子安秀明シナリオ。『月刊コンプエース』（角川書店）、2010年 - 2011年。
内容としてはゲーム版に近いため、「Project MILKY HOLMES」の時系列としてはゲーム版とほぼ等しく、アニメ版より前のものとなっている。
1. 2010年8月21日発売 ISBN 978-4-04-715515-2
2. 2011年2月23日発売 ISBN 978-4-04-715636-4

探偵オペラ ミルキィホームズ2
刻田門大作。『月刊コンプエース』（角川書店）、2011年 - 2012年。
1. 2012年2月25日発売、ISBN 978-4-04-120183-1
2. 2012年8月24日発売 ISBN 978-4-04-120380-4

探偵オペラ ミルキィホームズ スクールデイズ / バラエティギフト / ラジカルタイム
ちんじゃおろおす作。『週2コミック! ゲッキン』『Webコミックゲッキン』（エモーション→バンダイビジュアル）、2010年 - 2012年。
アニメ版の設定に準拠しながらも、内容としては「ほのぼのコメディ」を展開するとしている。ラジカルタイムは連載終了後に単行本が発売されていない。
1. 探偵オペラ ミルキィホームズ スクールデイズ 2011年8月10日発売 ISBN 978-4-04-899233-6
2. 探偵オペラ ミルキィホームズ バラエティギフト 2012年2月10日発売 ISBN 978-4-04-899243-5

みるほむ / 探偵オペラ ミルキィホームズ on stage! / 奈月先生4コマ連載
奈月ここ作。『電撃G's magazine』『電撃G's Festival! COMIC』（アスキー・メディアワークス）、『Project MILKY HOLMESの公式ウェブサイト』（ブシロード）2011年。
1. 2012年1月27日発行、ISBN 978-4-04-886285-1
2. 2012年8月27日発行、ISBN 978-4-04-886927-0

探偵オペラ ミルキィホームズ 〜フェザーズ篇〜
かなん作。月刊ブシロード（KADOKAWA）、2013年 - 2014年。
- 2014年12月9日発売 ISBN 978-4-04-899408-8

探偵オペラ ミルキィホームズ はじめまして。
水島空彦作、子安秀明シナリオ。月刊ブシロード（KADOKAWA）、2014年 - 2016年。
小説『探偵オペラ ミルキィホームズ 〜overture〜』のコミカライズ。
1. 2016年1月26日発売 ISBN 978-4-04-899415-6
2. 2016年11月26日発売 ISBN 978-4-04-899424-8

探偵オペラ ミルキィホームズ ぽっしぶる。
水島空彦作、小玉励脚本。月刊ブシロード、2017年。
- 2017年12月9日発売、電子書籍のみ

#### アンソロジー
マジキュー4コマ 探偵オペラ ミルキィホームズ
エンターブレインマジキューコミックス編集部編。エンターブレイン、2011年 - 2012年。
1. 2011年3月25日発売 ISBN 978-4-04-727158-6
2. 2011年5月25日発売 ISBN 978-4-04-727290-3
3. 2011年7月25日発売 ISBN 978-4-04-727385-6

- 第2幕 2012年2月25日 ISBN 978-4-04-727936-0

探偵オペラ ミルキィホームズ コミックアンソロジー
一迅社編。一迅社、2011年。
- 2011年4月25日 ISBN 978-4-75-800620-0

ECアンソロジー 探偵オペラ ミルキィホームズ
バンダイビジュアル編。バンダイビジュアル、2011年
- 2011年7月8日 ISBN 978-4-04-899232-9

### 小説
探偵オペラ ミルキィホームズ 探偵はじめました♪
『電撃G's magazine』アスキー・メディアワークス、2010年 - 2011年。読者参加型ノベルで諸事情によりコーナー自体休止になることもあった。
探偵オペラ ミルキィホームズ 〜overture〜
子安秀明著。アスキー・メディアワークス、2010年。この小説は、ゲーム版の設定に準拠したミルキィホームズの4人の出会いを描いた電撃ゲーム文庫より刊行されたライトノベルである。
- 2010年12月10日発売 ISBN 978-4-04-870139-6

千一夜からミルキィホームズまで――探偵たちのガールズトーク
詳細はProject MILKY HOLMES#パスティーシュを参照。

### パチスロ
探偵歌劇 ミルキィホームズTD 消えた7と奇跡の歌
2016年4月、DAXELより発売。
探偵オペラ ミルキィホームズ 1/2の奇跡
2020年1月、カルミナより発売。

## 関連番組

### ラジオ
ミルキィホームズ 探偵学院放送室
2009年12月から2010年10月にかけてHiBiKi Radio Stationにて配信されたインターネットラジオ。
ミルキィホームズ 探偵学院放送室2
2010年10月から2011年4月にかけてラジオ大阪とHiBiKi Radio Stationにて配信されたラジオ番組。
ミルキィホームズ 探偵学院放送室3
2011年4月から12月にかけてHiBiKi Radio Stationにて配信されたインターネットラジオ。
ミルキィホームズ 探偵学院放送室4
2012年1月から6月にかけてHiBiKi Radio Stationにて配信されたインターネットラジオ。
探偵オペラ ミルキィホームズ 明智小衣の取調室
2010年10月から2011年4月にかけて文化放送とHiBiKi Radio Stationにて放送されたラジオ番組。
探偵オペラ ミルキィホームズ特番 G4特別捜査会議
2010年11月11日にHiBiKi Radio Stationにてインターネット配信された特番ラジオ番組。パーソナリティは明智小衣役の南條愛乃、銭形次子役の沢城みゆき、長谷川平乃役の新谷良子、遠山咲役の田村ゆかり。
探偵オペラ ミルキィホームズ特番 怪盗帝国会議!
2010年12月9日にHiBiKi Radio Stationにてインターネット配信された特番ラジオ番組。パーソナリティはアルセーヌ役の明坂聡美、ストーンリバー役の寺島拓篤、ラット役の下野紘、トゥエンティ役の岸尾だいすけ。
ラジオミルキィホームズ〜姫ちゃん&ゆかいな仲間たち〜
2012年7月から10月にかけてHiBiKi Radio Stationにて配信されたインターネットラジオ。
ミルキィホームズ 探偵学院放送室ターボ
2013年2月から6月にかけてHiBiKi Radio Stationにて配信されたインターネットラジオ。
ラジオ ふたりはミルキィホームズ
2013年7月から12月にかけてHiBiKi Radio Stationにて配信されたインターネットラジオ。
あいみ あやさのミルキィホームズフェザーズタイム
2014年1月から10月にかけてHiBiKi Radio Stationにて配信されたインターネットラジオ。
ミルキィホームズ・アワー
2014年2月から10月にかけてHiBiKi Radio Stationにて配信されたインターネットラジオ。
ミルラジ
2015年9月から2017年3月21日までHiBiKi Radio Stationにて配信されていたインターネットラジオ。

### テレビ番組
みるみるミルキィ
2014年10月から2015年6月までTOKYO MX、サンテレビ、テレビ愛知、YouTubeで放送。声優ユニット『ミルキィホームズ』の冠番組。
その後、第2期が2016年4月から6月までTOKYO MX、サンテレビ、KBS京都、YouTubeで放送された。

## 関連CD
| 発売日         | タイトル              | 規格品番   | 備考               |
| -------------- | --------------------- | ---------- | ------------------ |
| 2010年12月22日 | 〜ミルキィ show time♪ | LACA-15083 | キャラクターソング |
| 2011年4月6日   | Colourful Garden      | LACA-15110 | キャラクターソング |
| 2011年8月24日  | To-gather!!!!         | LACA-15139 | キャラクターソング |

## パスティーシュ
千一夜からミルキィホームズまで――探偵たちのガールズトーク
芦辺拓作の小説。『ハヤカワミステリマガジン』57巻4号収録。
芦辺の推理小説である『少女探偵は帝都を駆ける』と『大公女殿下に捧げる密室』の登場人物が、少女探偵らの集まるパーティーに出席して歓談する短編小説。作中にてパーティーの表彰式の様子が描写されているが、表彰された4人の少女について「それぞれピンク・黄・緑・青をした鹿撃ち帽とインヴァネスをかたどったコスチュームをまとっていた」との記述があり、ミルキィホームズの4名であることが示唆されている。また、作中では、ヴィルヘルミーネ大公女が、このパーティーについて「前世紀やそれ以前から、ミルキィホームズに至る古今東西の少女探偵のパーティー」だと明言するシーンもある。

## コラボレーション
ai sp@ce
ドワンゴ、2010年。パソコン用ゲーム『ai sp@ce』にて、「Project MILKY HOLMES」シリーズの登場人物を仮想空間内で操作する機能が実装された。探偵チーム「ミルキィホームズ」のメンバーが仮想空間内を自由に歩き回り、遭遇した敵のキャラクターと対戦も行う。
ヴァイスシュヴァルツ
中村聡ゲームデザイン。ブシロード、2010年 - 2011年。トライアルデッキ、ブースターパックの他に、エクストラブースターが発売されている。
カードファイト!! ヴァンガード
本編にモブキャラクター（通称：謎ミルキィ）としてたびたび出演。劇中では喋ることは無い。また、ミルキィホームズが同作の5代目エンディング「泣き虫TREASURES」、10代目エンディング「ユメユメエキスプレス」、2代目エンディング「Pleasure Stride」、29代目エンディング「毎日くらいまっくす☆」を担当した。
逆にヴァンガードの先導アイチと先導エミが『探偵オペラ ミルキィホームズ 第2幕』第5話にモブキャラクターとして、第8話では主要キャラクターの名前が呼ばれている。
これ以外にも実写CMでキャンペーンガール役として登場しているほか、STAND UP!ヴァンガードではヴァンガード大会の対戦チームとして出演したり、3DSソフト『カードファイト!! ヴァンガード ライド トゥ ビクトリー!!』においてゲームクリア後に登場する隠しキャラクターとしてミルキィホームズの面々とファイトが可能になる、など様々なコラボを行っている。また、アニメ版ヴァンガード（2018年度）の第28話でフェザーズの常盤カズミと明神川アリスがモブキャラクターとして確認できるシーンがある。また、2018年の大晦日放送のアニメスペシャル「探偵オペラ ミルキィホームズ サイコの挨拶」通常とは逆にゲストキャラクターとしてアイチが出演する。
うーさーのその日暮らし
アニメ第11話において登場。劇中で喋っており、エンディングにおいてもミルキィホームズの4人がクレジットされている。
横浜ベイスターズ
地元横浜のプロ野球球団横浜ベイスターズ主催試合開始前にミルキィホームズがミニライブ・花束贈呈・始球式などを行ったこれに関連して一時期公式サイトTOPもベイスターズのレプリカユニフォームを着たミルキィホームズの4人のイラストとなっていた。
当初は2011年4月10日の読売ジャイアンツ戦で開催される予定であったが、東北地方太平洋沖地震（東日本大震災）の影響で5月1日の巨人戦に延期となった。横浜が勝利した場合には当日MVP賞授与も行う予定であったが、5-7で敗れた。
声優バラエティー SAY!YOU!SAY!ME!
愛知県にあるテレビ東京系列放送局のテレビ愛知とAT-Xで放送していた番組。第14回以降「ミソキィホームズ　東京なごや化計画」というコーナーが放送された。このコーナーでは三森・徳井・佐々木・橘田の4人が名古屋名物の一つである八丁味噌を研究・開発し、それを利用して第2の名古屋名物を作り出し、それで東京から名古屋をPRしようというもの。実際東京にあるたい焼き屋に頼み込み、味噌を入れたたい焼きを製作している。
キルミーベイベー
2011年12月2日から4日まで、限りなく公式HPに近いサイトのトップページを『ミルキィベイベー』として乗っ取った。しかし逆に同年12月6日から9日まで、ミルキィホームズの公式サイトのトップページが『探偵おバカ キルミーホームズ』として逆に乗っ取られた。
両作品はその後「仲直りしました!」と和解、これを記念した看板・ポスターが一部店舗で掲示された。
桃色大戦ぱいろん
エクストリーム、2012年。オンライン対戦麻雀ゲーム『桃色大戦ぱいろん』シリーズの「ハンゲーム」内コンテンツ『桃色大戦ぱいろんforハンゲーム』に、8月より「Project MILKY HOLMES」シリーズの登場人物のコラボレーションカードが登場した。また、9月には同名シリーズの『桃色大戦ぱいろん＋』にコラボレーションカードが提供された。
新日本プロレス
2012年・2015年。プロレス団体『新日本プロレス』が2012年の「新日本プロレス×ブシロード戦略発表会2012（夏）」にて発表した「コミックマーケット82」への出展の際のひとつとして、新日本プロレスのTwitterキャラクター・ガオとアニメ「ミルキィホームズ」のコラボTシャツなどを販売した。2015年に新日本プロレスの真壁刀義選手がフェルダー役として出演、また、「ライブ 探偵歌劇 ミルキィホームズ TD『とろとろどんどん』」でコラボTシャツ2015版を販売した。
トイ・ウォーズ
ガンホー・オンライン・エンターテイメント、2012年。オンラインシューティングゲームの『トイ・ウォーズ』のフィギュア☆スターにvol.14「探偵オペラ ミルキィホームズ」が実装された。
ラブライブ!
「電撃20年祭」のブシロードブースでμ'sの9人とミルキイホームズの4人がコラボレーションビジュアルを使用したグッズが販売された。
カラオケの鉄人
鉄人化計画、2013年・2016 - 2017年。カラオケ店『カラオケの鉄人』の一部店舗で2013年にコンセプトルームの作成やコラボメニューが提供されたり、関連楽曲のカラ鉄オリジナルアニメ映像楽曲も配信された。また、2016年11月から2017年1月末にかけてVol.2 が催された。
鬼斬
サイバーステップ、2014年。MMORPGの『鬼斬』に期間限定でシャロがNPCとして登場した。
フューチャーカード バディファイト
アニメ第54話オープニングと本編にミルキィホームズの4人が登場している。また、ミルキィホームズが続編『フューチャーカード バディファイト100』のエンディングテーマ「ミルキィ100ワールド」を担当しており、CDパッケージにはメンバー4人の声優が『バディファイト』でそれぞれ担当しているキャラクターが描かれた。
しろくろジョーカー
ブシロード、2015年・2016年。戦国城下町シミュレーションゲームの『しろくろジョーカー』にて、コラボ位置情報イベントが行われ、2015年8月21日から8月22日までにミルキィホームズのキャラクターが浴衣姿でプレイヤーの城下町に登場したり、一定の条件で「かまぼこ」の像が獲得でき、また、劇場版の公開劇場の近くで2016年2月27日から各劇場に対応したコラボ銅像を入手することができた。
ゴシックは魔法乙女〜さっさと契約しなさい!〜
ケイブ、2016年。シューティングRPGの『ゴシックは魔法乙女〜さっさと契約しなさい!〜』にて、コラボイベント“〜乙女と魔物と名探偵〜やコラボガチャが提供された。「ケイブ祭り2017」にてコラボした際のイラストを使用したクリアファイルも販売。2018年に2日限定で復刻開催された。
えとたま
「ミルキィホームズ ファンクラブイベント ゆくミルくるミル 2016→2017」で「探偵オペラ ミルキィホームズ」のコラボアイテムが販売。エルキュール・バートン役の佐々木未来がピヨたん役を務めており、2017年が酉年ということで実現したグッズである。
めがみめぐり
カプコン、2017年。おしゃべりコミュニケーション『めがみめぐり』にて、コラボ衣装「シャロの探偵服」が配信された。
ANIMAX MUSIX
ANIMAX MUSIX 2017 YOKOHAMAにて「ミルキィホームズ スマホケース」「ミルキィホームズ ANIMAX MUSIX限定 スポーツタオル」が発売された。
松澤蒲鉾店
「かまぼこ」の焼き印を入れた「かまぼこのかまぼこ」を販売。
トリプルモンスターズ
ブシロード、2018年。デジタルカードファイト『トリプルモンスターズ』にて、コラボイベントが開催され、キャラクター15名がカードになった。